# Karel Zeman
Karel Zeman (n. 3 noiembrie 1910, Ostroměř⁠(d), Republica Socialistă Cehă, Cehoslovacia – d. 5 aprilie 1989, Zlín, Republica Socialistă Cehă, Cehoslovacia) a fost regizor de film ceh, artist vizual, designer de producție și animator, cunoscut mai ales pentru regia unor filme fantastice care combină filme de acțiune în direct cu animație.
Datorită utilizării creative a efectelor speciale și a animației în filmele sale, a fost adesea supranumit „Méliès al Cehiei”.

## Viață
Zeman s-a născut la 3 noiembrie 1910 în Ostroměř (lângă Nová Paka) atunci în Austro-Ungaria. La insistențele părinților săi, el a urmat cursuri de afaceri la liceul din Kolín. În anii 1920, a studiat la o școală de publicitate franceză și a lucrat la un studio de publicitate din Marsilia până în 1936. În Franța a lucrat pentru prima dată cu animații, realizând o reclamă pentru săpun. Apoi s-a întors în țara natală (atunci Prima Republică Cehoslovacă, cunoscută sub numele de Cehoslovacia), după ce a vizitat Egiptul, Iugoslavia și Grecia. Revenit în Cehoslovacia, Zeman a regizat reclame pentru companii cehe ca Baťa și Tatra. În 1939, a încercat să obțină o ședere prelungită la Casablanca în Maroc, dar i-a fost interzis de Protectoratul Boemiei și Moraviei la cererea Germaniei naziste; incapabil să obțină actele necesare la timp, Zeman a fost obligat să rămână în țara sa natală în timpul ocupației germane a Cehoslovaciei. 
În timpul celui de-al Doilea Război Mondial, a lucrat ca șef al departamentului de reclamă al studioului Dům služeb din Brno. Regizorul de film Elmar Klos a venit la Brno pentru a produce o rolă cu știri despre competiția de îmbrăcăminte, pe care Zeman a câștigat-o. Klos i-a oferit lui Zeman un loc de muncă în studioul său de animație din Zlín. După o perioadă de gândire (deoarece soția și copiii săi erau  deja stabiliți în Brno), Zeman a acceptat slujba în 1943. La studio, Zeman a lucrat ca asistent al animatorului Hermína Týrlová, iar în 1945 a devenit directorul grupului de producție de animație stop-motion. În același an, în colaborare cu Bořivoj Zeman⁠(cs)[traduceți], a realizat primul său scurtmetraj, Vánoční sen (Un vis de Crăciun). Scurtmetrajul, care a combinat marionetele animate cu scene live-action, a marcat începutul experimentelor lui Zeman cu tehnici și genuri noi.
Zeman a continuat apoi să lucreze singur, inclusiv la o serie de scurtmetraje de desene animate satirice în care a jucat o marionetă denumită Pan Prokouk; serialul a avut un mare succes, iar personajul a devenit unul favorit al cehilor. Un pariu pe care Zeman l-a acceptat, provocându-l să descopere o metodă de lucru cu sticla în animație, a dus la realizarea neobișnuitului scurtmetraj  Inspirace (Inspirație, 1948), care spune o poveste de dragoste fără cuvinte, poetică, folosind figurine din sticlă animată din commedia dell'arte. Zeman a continuat apoi cu filmul de o jumătate de oră Král Lávra (1950), bazat pe o poezie satirică a lui Karel Havlíček Borovský; filmul a câștigat un premiu național. 
În 1952, Zeman a finalizat primul său lungmetraj, Poklad ptačího ostrova (Comorile din insula păsărilor, 1952). Acesta a fost bazat pe un basm persan și s-a inspirat vizual din picturi persane și a combinat mai multor tehnici de animație în spațiul bidimensional și tridimensional.  

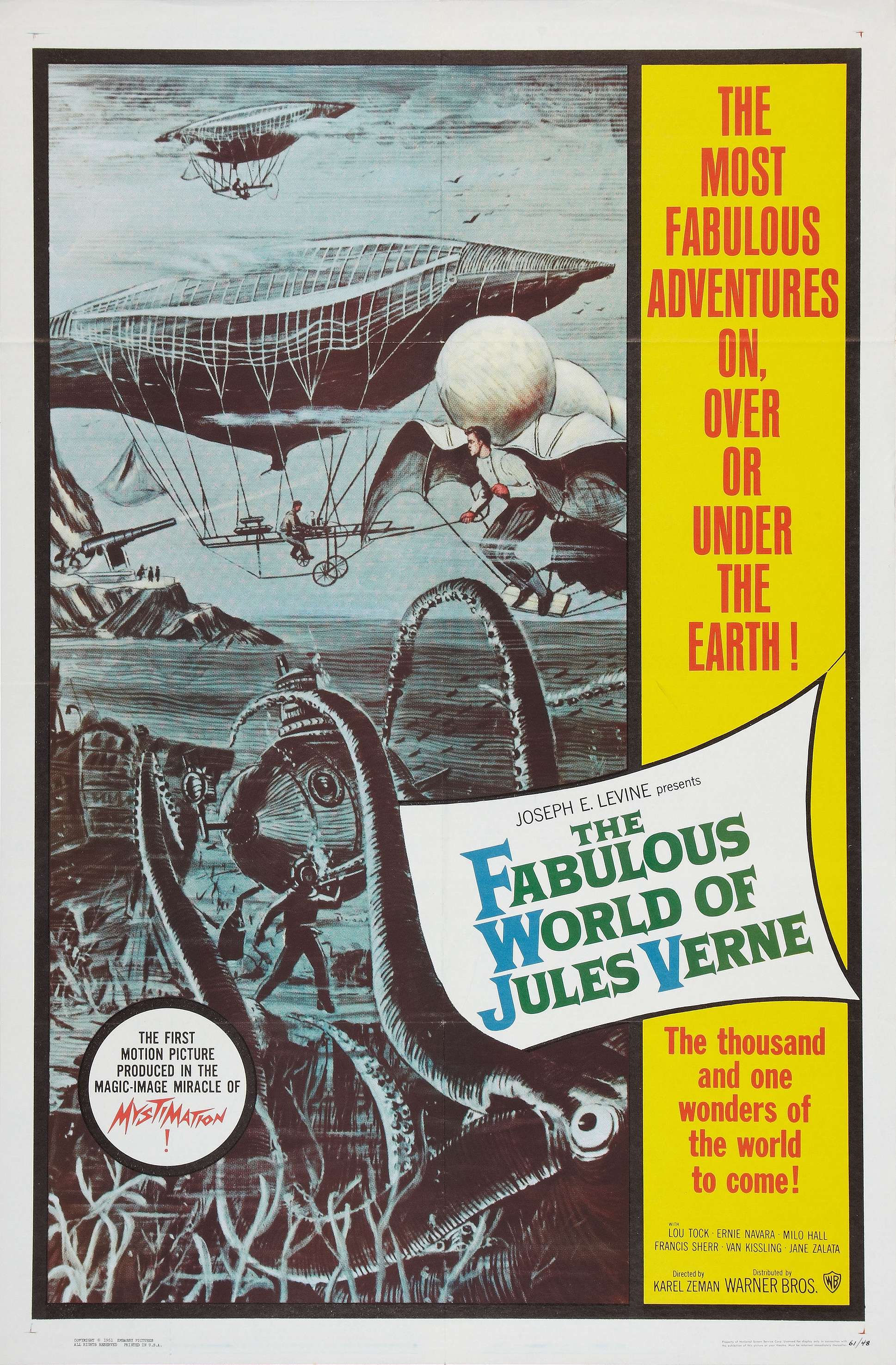
Afiș american al filmului lui Zeman, Vynález zkázy

Cu toate acestea, în 1955, Zeman a început munca pentru care este cel mai bine cunoscut: șase lungmetraje concepute artistic pentru a combina tehnici live-action și de animație. Acestea sunt următoarele: 
- Cesta do pravěku (1955)

Filmul Cesta do pravěku (Journey to the Beginning of Time, Călătoria spre începutul timpului, din 1955) este inspirat de romanul  O călătorie spre centrul Pământului de Jules Verne și de picturile lui Zdeněk Burian. În 1966, o versiune parțial filmată în  SUA a fost lansată ca Journey to the Beginning of Time. 
- Vynález zkázy (1958)

Filmul Vynález zkázy (Invenție diabolică, 1958), este bazat pe romanul În fața steagului de Jules Verne și a fost filmat în stilul ilustrațiilor originale ale romanelor lui Jules Verne.
- Baronul Prášil (1961)

Filmul Baronul Prášil (Baronul Muenchausen, The Fabulous Baron Munchausen, 1961) comemorează legendarul baron de Munchausen și gravurile lui Gustave Doré.
- Bláznova kronika (1964)

Filmul Bláznova kronika (Cronica unui bufon, A Jester’s Tale, 1964) este o satiră a Războiul de Treizeci de Ani, sugerată de desenele lui Matthäus Merian.
- Ukradená vzducholoď (1966)

Filmul Ukradená vzducholoď (Dirijabilul furat, din 1966) este inspirat de romanele lui Verne Doi ani de vacanță și Insula misterioasă, dar și de stilul Art Nouveau și de Expoziția centenară de la Praga din 1891.
- Na kometě (1970).

Filmul Na kometě (Pe cometă) din 1970 este o fantezie  bazată pe romanul  Hector Servadac de Jules Verne.
Karel Zeman a fost membru al juriului la cea de-a 2-a ediție a Festivalului Internațional de Film de la Moscova în 1961 și la cea de-a 7-a ediție a Festivalului Internațional de Film de la Moscova, în 1971. Guvernul cehoslovac i-a acordat în 1970 titlul de Artist Național.
După filmele sale de acțiune în direct, Zeman a experimentat forme de animație mai clasice, începând cu șapte scurtmetraje despre Sinbad marinarul, care au fost apoi extinse în lungmetrajul Pohádky tisíce a jedné noci (Adventures of Sinbad the Sailor, Aventurile lui Sinbad marinarul, 1974). Ultimele sale filme au fost Čarodějův učeň (Ucenicul vrăjitor, 1977), după romanul Krabat (The Satanic Mill) al lui Otfried Preußler și Pohádka o Honzíkovi a Mařence (The Tale of John and Mary, 1980). La 3 noiembrie 1980, cu ocazia celebrării aniversării a șaptesprezece ani de nașterea lui Zeman, președintele Gustáv Husák i-a acordat Ordinul Republicii.  
Zeman a murit la Gottwaldov (Zlín) la 5 aprilie 1989, cu câteva luni înainte de Revoluția de catifea.

## Moștenire
Lucrările lui Zeman l-au influențat pe animatorul ceh Jan Švankmajer, precum și pe cineastul american Terry Gilliam, care a spus despre Zeman: „A făcut ceea ce eu încă încerc să fac, să combin acțiune live cu animația. Fundalurile sale în stilul lui Gustave Doré sunt minunate." Realizatorul american Tim Burton a descris procesul creativ al lui Zeman drept „extrem de inspirativ” pentru propria sa lucrare și îi consideră pe Zeman și pe animatorul american Ray Harryhausen persoanele care i-au influențat munca. Însuși Harryhausen a recunoscut în interviurile sale  admirația pe care o are față de Zeman, în timp ce filmele regizorului american Wes Anderson au inclus omagii pentru operele lui Zeman.
Istoricul de film Georges Sadoul a considerat că Zeman „a lărgit orizonturile celei de-a opta arte, animația”, adăugând: Este considerat pur și simplu succesorul lui Méliès. Îl aduce, fără îndoială, pe vechiul stăpân în minte, nu doar pentru că este un artizan nerăbdător al artei, creându-și „invențiile nevinovate” cu răbdare infinită, mai degrabă decât cu bugete mari, ci și datorită fanteziilor sale ingenioase și mereu ingenioase. Mai puțin intelectual decât Trnka, dar totuși egal, el are o vervă uriașă și un simț minunat al ciudățeniilor baroce și al gagurilor poetice.
Cu ocazia unei expoziții de animație în 2010, angajații de la Centrul Barbican au spus despre Zeman: „deși influența lui depășește faima globală, este fără îndoială unul dintre cei mai mari animatori ai tuturor timpurilor”. 

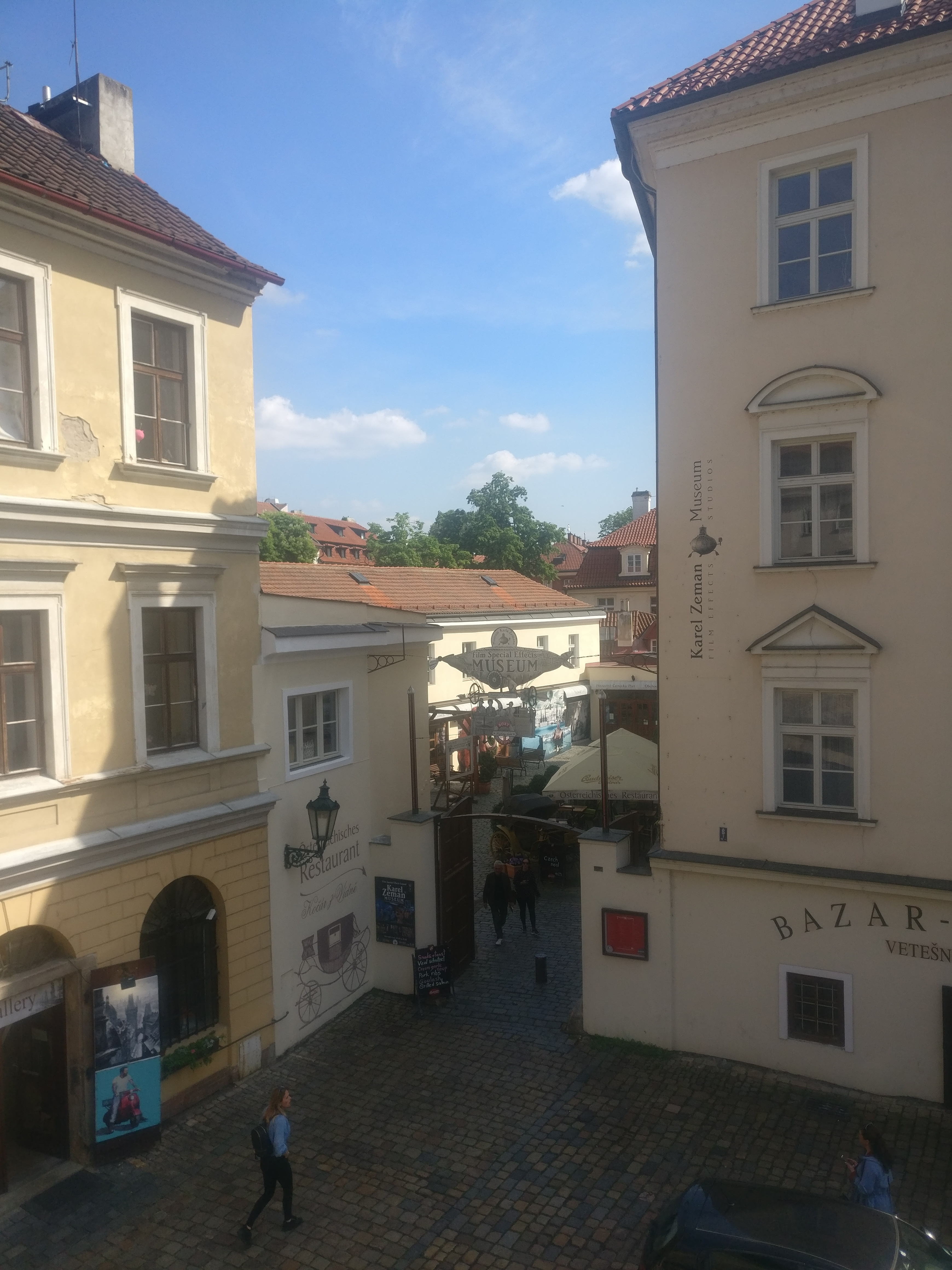
Intrarea în muzeul Karel Zeman

În 2012 un muzeu dedicat lui Zeman și operei sale, Muzeum Karla Zemana, a fost deschis lângă Podul Carol din Praga.
Asteroidul 19291 Karelzeman, descoperit la 6 iunie 1996 de Petr Pravec și Lenka Šarounová, îi poartă numele.

## Filmografie

### Lungmetraje
| An   | Titlu original                | Titlu în engleză                     | Titlu în română    |
| ---- | ----------------------------- | ------------------------------------ | ------------------ |
| 1952 | Poklad ptačího ostrova        | The Treasure of Bird Island          |                    |
| 1955 | Cesta do pravěku              | Journey to Prehistory                |                    |
| 1958 | Vynález zkázy                 | Invention for Destruction            | Invenție diabolică |
| 1962 | Baron Prášil                  | Baron Munchausen                     | Baronul Munchausen |
| 1964 | Bláznova kronika              | A Jester's Tale sau War of the Fools | Cronica unui bufon |
| 1967 | Ukradená vzducholoď           | The Stolen Airship                   | Dirijabilul furat  |
| 1970 | Na kometě                     | On the Comet                         | Pe cometă          |
| 1974 | Pohádky tisíce a jedné noci   | Tales of 1,001 Nights                |                    |
| 1977 | Čarodějův učeň                | Krabat — The Sorcerer's Apprentice   |                    |
| 1980 | Pohádka o Honzíkovi a Mařence | The Tale of John and Mary            |                    |

### Filme scurte
| An   | Titlu original                                   | Titlu în engleză                          | Note                               |
| ---- | ------------------------------------------------ | ----------------------------------------- | ---------------------------------- |
| 1945 | Vánoční sen                                      | The Christmas Dream                       | Lansat în SUA ca A Christmas Dream |
| 1946 | Křeček                                           | The Hamster                               |                                    |
| 1946 | Podkova pro štěstí                               | Horseshoe for Luck                        | Primul film cu Pan Prokouk         |
| 1947 | Pan Prokouk ouřaduje                             | Mr. Prokouk, Bureaucrat                   | Al doilea film cu Pan Prokouk      |
| 1947 | Brigády                                          | Voluntary work                            | Al treilea film cu Pan Prokouk     |
| 1947 | Pan Prokouk v pokušení                           | Mr. Prokouk in Temptation                 |                                    |
| 1948 | Pan Prokouk filmuje                              | Mr. Prokouk Filming                       |                                    |
| 1948 | Inspirace                                        | Inspiration                               |                                    |
| 1949 | Pan Prokouk vynálezcem                           | Mr. Prokouk, Inventor                     |                                    |
| 1950 | Král Lávra                                       | King Lávra                                |                                    |
| 1955 | Pan Prokouk, Přítel zvířátek                     | Mr. Prokouk, Friend of the Animals        |                                    |
| 1958 | Pan Proukock detektivem                          | Mr. Prokouk, Detective                    |                                    |
| 1959 | Pan Proukock akrobatem                           | Mr. Prokouk, Acrobat                      |                                    |
| 1971 | Dobrodružství námořníka Sindibáda                | Adventures of Sinbad the Sailor           |                                    |
| 1972 | Druhá cesta námořníka Sindibáda                  | The Second Voyage of Sinbad the Sailor    |                                    |
| 1973 | V zemi obrů. Třetí cesta námořníka Sindibáda     | In the Land of Giants (a treia călătorie) |                                    |
| 1973 | Magnetová hora. Čtvrtá cesta námořníka Sindibáda | The Magnet Mountain (a patra călătorie)   |                                    |
| 1973 | Létající koberec. Pátá cesta námořníka Sindibáda | The Flying Carpet (a 5-a călătorie)       |                                    |
| 1974 | Mořský sultán. Šestá cesta námořníka Sindibáda   | The Sultan of the Sea (a 6-a călătorie)   |                                    |
| 1974 | Zkrocený démon. Sedmá cesta námořníka Sindibáda  | Taming the Demon (a 7-a călătorie)        |                                    |

## Vezi și
- Jan Švankmajer, regizor și animator ceh